# Catálogo en línea

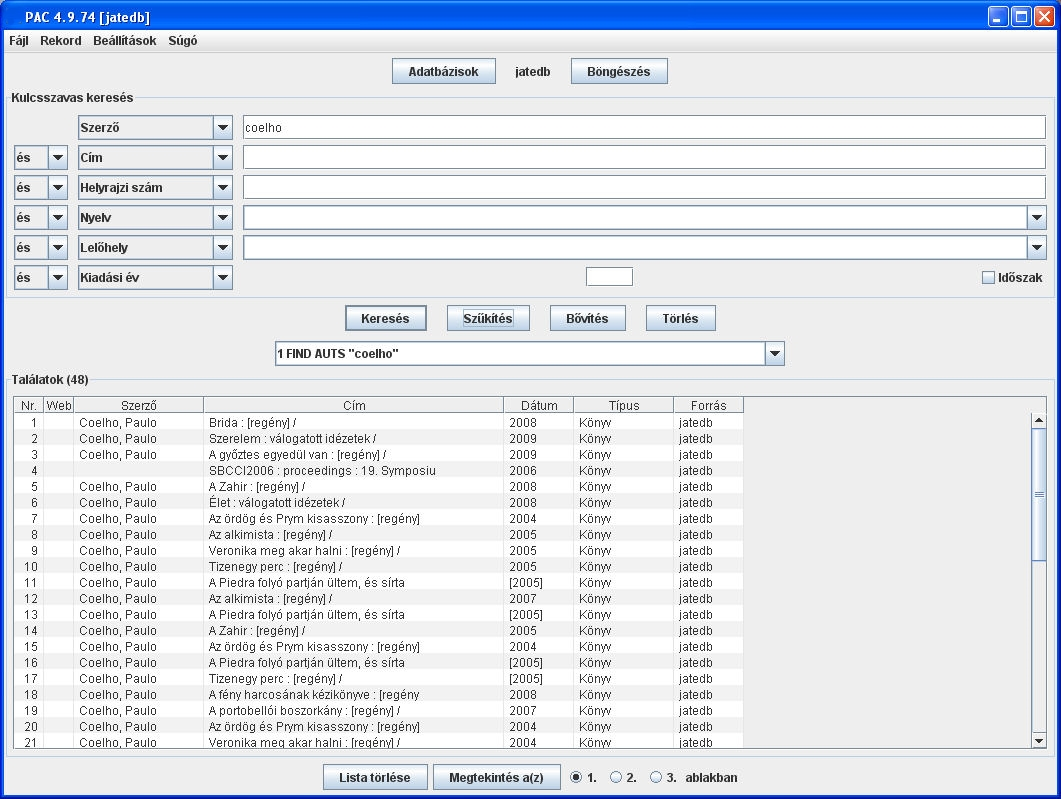
Captura de pantalla de la OPAC de la Biblioteca Szte Klebelsberg

Catálogo en línea u OPAC (inglés Online public access catalog) es un catálogo automatizado de acceso público en línea de los materiales de una biblioteca. Generalmente, tanto el personal de la biblioteca como el público tienen acceso a él en varias terminales dentro de la biblioteca o desde el hogar vía Internet. Desde mediados de los años 1980, se ha sustituido el catálogo de tarjeta por el OPAC en la mayoría de las bibliotecas universitarias y nacionales. Desde mediados de los años 1990, las interfaces tipo texto basados en OPAC están siendo sustituidas por interfaces basadas en Web. El OPAC forma a menudo parte de un sistema integrado de gestión bibliotecaria (SIGB).
En la actualidad, unas 30.000 bibliotecas tienen registros bibliográficos en un OPAC del OCLC, llamado WorldCat, que es un catálogo de los materiales de biblioteca realizado con la colaboración de bibliotecas públicas y privadas por todo el mundo, sobre todo en Estados Unidos y Canadá. WorldCat muestra cuántas bibliotecas poseen el mismo libro o material. Los usuarios de WorldCat deben conectar su propio OPAC de su biblioteca para ver la información de las demás bibliotecas. El OCLC WorldCat no es técnicamente un OPAC en sí mismo, sino un Macro OPAC; es una base de datos bibliográfica usada principalmente por el personal de la biblioteca (bibliotecólogos) de las instituciones que tienen una suscripción anual a los servicios de OCLC. No es utilizada por los usuarios o el público en general a menos que su biblioteca local suscriba al servicio de la referencia del OCLC FirstSearch.
El OCLC WorldCat es también investigable mediante los motores de búsqueda como Google y Yahoo, buscando por "OCLC WorldCat Open".
La mayoría de los sistemas bibliotecarios integrados trabajan en plataforma Windows. Sin embargo en años recientes con el auge del software libre, se han desarrollado igualmente sistemas bibliotecarios completos como Koha disponible en plataforma Linux que ponen a disposición de diferentes tipos de usuarios las prestaciones de estos sistemas de gestión de bibliotecas. Los actuales módulos de OPAC se sirven de listas desplegables, ventanas emergentes, cajas de diálogo, operaciones de ratón, y otros componentes gráficos de la interfaz, con el fin de simplificar la entrada de los datos para la búsqueda y formato de visualización de los registros.
En los catálogos OPAC podemos encontrar, recursos digitales, archivos o distintas publicaciones. En las bibliotecas universitarias son un insumo para estudiantes e investigadores. También podemos encontrar catálogos colectivos de distintas bibliotecas integradas en una red.
La tendencias fueron cambiando con el tiempo, del catálogo manual se ha pasado al catálogo automatizado o en línea. Los primeros catálogos en línea no permitían la interacción. Las últimas innovaciones en catálogos en línea, poseen una filosofía de beta perpetuo, propia de la web 2.0, con filosofía de colaboración. La misma permite que los datos que van aportando los usuarios enriquezcan la herramienta y se convierta en un beneficio recíproco. La interfaz colaborativa permite consultar un ítem, valorar, compartir, comentar, reservar, sindicar, asignar etiquetas, visualizar tapas, índices, palabras clave, etc.

## Proveedores de OPAC

### Libres
- VuFind
- OpacMarc
- SOPAC
- BlackLight
- GenISIS Archivado el 26 de diciembre de 2016 en Wayback Machine.

Parte de sistemas integrados de gestión de bibliotecas (algunos)
- Koha-community.org OPAC: "Koha"
- Emilda.org OPAC: "Emilda"
- Evergreen-ils.org OPAC: "Evergreen"

### Privativos
- OCLC OPAC: "WorldCat Discovery Services"
- ExLibris Primo
- AquaBrowser Archivado el 8 de abril de 2016 en Wayback Machine. "ProQuest"
- GEAC OPAC: "GeoWEB", "Vubis Smart"
- Baratz OPAC: "AbsysNET"
- Talis (UK and Ireland). OPAC: "PRISM"
- CÓDICE OPAC de la Universidad Autónoma de Nuevo León
- Endeavor OPAC: "Voyager"
- EOS International OPAC: "Discovery"
- Ex-Libris OPAC: "Aleph"
- OCLC OPAC: "OLIB"
- Innovative Interfaces OPAC: "Innopac"
- IS Oxford Archivado el 18 de marzo de 2006 en Wayback Machine. OPAC: "Herit4ge"
- Janium OPAC: "Janium"
- Polaris Library Systems OPACs: "PowerPAC"
- SirsiDynix SirsiDynix fusionado con Sirsi y Dynix (anteriormente, DRA). OPACs: "Corinthian", "Horizon", "iPac", "iBistro", "Web2", "ilink" y "elibrary".
- Softlink OPAC: "Softlink"
- VTLS OPACs: "VIRTUA"
- keen software OPAC: "nubarchiva"
- WalySoft OPAC: "Pérgamo"